# Пузанов, Павлин Васильевич
Павли́н Васи́льевич Пуза́нов (6 февраля 1906, д. Лыжковка [по другим данным Ленсковка], Пучежский район, Ивановская область — 21 февраля 2005, Нижний Новгород) — журналист, редактор, общественный деятель. Участник Великой Отечественной войны. Полковник. Директор Волго-Вятского книжного издательства.

## Биография
С 1932 по 1933 год — редактор газеты «Колхозная правда» (Бутурлино). Длительное время работал в должности директора Волго-Вятского книжного издательства.
Участник Великой Отечественной войны. Полковник.
Похоронен в Нижнем Новгороде на Ново-Покровском (Кузнечихинском) кладбище.

## Награды
- ордена Красного Знамени, Красной Звезды, Отечественной войны 1 и 2 степеней[4]
- медали «За боевые заслуги», «За взятие Будапешта», «За победу над Германией в Великой Отечественной войне 1941—1945 гг.»